# Herpetopoma larochei
Herpetopoma larochei är en snäckart som först beskrevs av Powell 1926.  Herpetopoma larochei ingår i släktet Herpetopoma och familjen pärlemorsnäckor. Inga underarter finns listade i Catalogue of Life.